# Cheilodactylus fasciatus
Cheilodactylus fasciatus is een straalvinnige vissensoort uit de familie van morwongs (Cheilodactylidae). De wetenschappelijke naam van de soort is voor het eerst geldig gepubliceerd in 1803 door Lacepède.